# Szentlőrinckáta, Pesta
Szentlőrinckáta  este un sat în districtul Nagykáta, județul Pesta, Ungaria, având o populație de 1.923 de locuitori (2011). 

## Demografie
Componența etnică a satului Szentlőrinckáta
     Maghiari (96,27%)
     Romi (2,54%)
     Necunoscut (0,53%)
     Alții (0,65%)
Componența confesională a satului Szentlőrinckáta
     Romano-catolici (53,25%)
     Fără religie (12,22%)
     Reformați (4,47%)
     Necunoscută (29,02%)
     Alte religii (2,18%)
Conform recensământului din 2011, satul Szentlőrinckáta avea 1.923 de locuitori. Din punct de vedere etnic, majoritatea locuitorilor (96,27%) erau maghiari, cu o minoritate de romi (2,54%). Apartenența etnică nu este cunoscută în cazul a 0,53% din locuitori.  Din punct de vedere confesional, majoritatea locuitorilor (53,25%) erau romano-catolici, existând și minorități de persoane fără religie (12,22%) și reformați (4,47%). Pentru 29,02% din locuitori nu este cunoscută apartenența confesională.